# Ho Ching
Ho Ching (chinês: 何晶, pinyin: Hé Jīng, Wade–Giles: Ho2 Ching1; nascida em 27 de março de 1953) é uma empresária de Singapura, diretora da Temasek Trust desde 2021. É esposa do atual primeiro-ministro Lee Hsien Loong.
Ho ingressou na Temasek Holdings como diretora em janeiro de 2002. Ela se tornou sua diretora executiva em maio de 2002 e foi nomeada diretora executiva pelo primeiro-ministro Goh Chok Tong em janeiro de 2004.
A partir de 2020, ela é listada como a 30ª 'Mulher Mais Poderosa do Mundo' pela Forbes.

## Infância e educação
Ho nasceu em 27 de março de 1953, em Singapura. Frequentou a Crescent Girls' School e o National Junior College - onde foi nomeada Aluna do Ano, antes de se formar na Universidade de Singapura (agora Universidade Nacional de Singapura), em 1976, com um Bacharelado em Engenharia com honras de primeira classe em engenharia elétrica. Posteriormente, ela completou um mestrado em engenharia elétrica na Universidade de Stanford, em 1982.

## Carreira
Ho começou sua carreira como engenheira no Ministério da Defesa de Singapura, em 1976. Em 1983, ela se tornou a Diretora da Organização de Materiais de Defesa, a agência de compras do Ministério e também ocupou simultaneamente o cargo de vice-diretora da Organização de Ciência da Defesa.
Ho ingressou na Singapore Technologies em 1987 como vice-diretora de Engenharia e assumiu várias responsabilidades seniores antes de se tornar presidente e diretora executiva, em 1997. Ela é creditada pelo reposicionamento e crescimento do grupo nos cinco anos em que o liderou. Por exemplo, ela foi a arquiteta da formação e listagem da Singapore Technologies Engineering em 1997 e atuou como sua primeira presidente.
Ho ingressou na Temasek Holdings como Diretora em janeiro de 2002 e tornou-se diretora-executiva em maio de 2002.
Ho assumiu o cargo de CEO da Temasek em 1 de janeiro de 2004. É amplamente creditada por transformar a Temasek, uma empresa de investimentos de propriedade do governo de Singapura, de uma empresa focada em Singapura em um investidor ativo na Ásia e no mundo.
Ho atuou como presidente do Instituto de Padrões e Pesquisa Industrial de Singapura e como vice-presidente do Conselho de Produtividade e Padrões e do Conselho de Desenvolvimento Econômico.
Ho deixou o cargo de CEO e diretora-executiva em 1º de outubro de 2021, sendo sucedida por Dilhan Pillay Sandrasegara, que continuará ocupando simultaneamente sua atual nomeação como diretor executivo da Temasek International (TI). No mesmo dia, ela foi nomeada diretora da Temasek Trust e sucederá o Sr. S. Dhanabalan no ano seguinte como presidente em 1º de abril de 2022.

## Honras

### Nacional
Por seu serviço público, foi-lhe conferida a
- Medalha da Administração Pública (prata, 1985)
- Prêmio Public Service Star (1996) pelo Governo de Singapura.[3]

### Estrangeiro
- Primeira Classe da Ordem Mais Exaltada do Sultão Ibrahim Johor – Dato' Sri Mulia Sultan Ibrahim Johor (SMIJ), que carrega o título Datin Paduka (6 de maio de 2022) [10][11]

- Primeira Classe da Ordem Mais Distinta de Paduka Seri Laila Jasa – Darjah Paduka Seri Laila Jasa (PSLJ), que leva o título Datin Paduka Seri Laila Jasa (16 de julho de 2022).[12]

### Acadêmico
- Em 1995, Ho recebeu o Distinguished Engineering Alumnus Award da Universidade Nacional de Singapura.

- Ela também é membro honorário da Instituição de Engenheiros, Singapura.[3]

### Outros
Ho apareceu em muitos rankings das pessoas mais poderosas e influentes do mundo. Em 2007, Ho foi mencionada entre "100 homens e mulheres mais influentes" que moldaram o mundo pela revista TIME. Também em 2007, a revista Forbes a classificou em 3º lugar em sua lista anual das mulheres mais poderosas do mundo, atrás da chanceler alemã Angela Merkel e da vice-primeira-ministra da China Wu Yi. Ho subiu 33 posições do 36º lugar na lista do ano anterior.
Em 2011, Ho foi incluída no ranking '50 Most Influential' pela revista Bloomberg Markets.
Em 2013, Ho ficou em nono lugar no ranking Public Investor 100 compilado pelo Sovereign Wealth Fund Institute.
Em 2014, ela foi listada como a 59ª mulher mais poderosa do mundo pela Forbes. Em junho, Ho também recebeu o Prêmio de Líderes Empresariais Asiáticos de 2014. Ela se tornou a 30ª mulher mais poderosa em 2016.
Em 2019, ela ficou em 23º lugar na lista Power Women 2019 da Forbes, enquanto em 2020 ela ficou em 30º novamente.

## Filantropia
Em sua capacidade pessoal, Ho Ching apoia vários serviços comunitários e organizações de caridade. Ela tem interesse particular em educação especial, saúde e bem-estar e desenvolvimento de crianças. Ela é patrona do Assisi Hospice e presidente fundadora da Trailblazer Foundation Ltd, uma instituição de caridade do IPC que fornece financiamento para educação, saúde, esportes e bem-estar comunitário. Em março de 2014 Ho foi introduzida no Hall da Fama das Mulheres de Singapura do Conselho de Organizações de Mulheres de Singapura, que homenageia as mulheres de destaque de Singapura em todos os campos de atuação.
Em agosto de 2016, Ho recebeu críticas positivas quando, em uma visita de Estado à Casa Branca para marcar 50 anos de relações bilaterais entre os EUA e Singapura, ela carregava uma bolsa projetada por um aluno autista da Pathlight School (no âmbito do seu Programa de Desenvolvimento Artístico). Ho é consultora do Autism Resource Center (ARC), uma instituição de caridade sem fins lucrativos responsável pela Pathlight School, e adquiriu a bolsa em um evento de arrecadação de fundos da ARC. Ho também é patrona da Associação de Autismo de Singapura.

## Vida pessoal
Ho é a mais velha dos quatro filhos do empresário Ho Eng Hong (nascido em 1926) e de Chan Chiew Ping (1931-2005). Ela tem dois irmãos e uma irmã. Sua irmã, Ho Peng, é a presidente do Conselho de Exames e Avaliação de Singapura, enquanto o seu irmão Ho Sing é diretor-executivo da Starhill Global REIT A Ministra Lee Kuan Yew, ao iniciar sua carreira no Ministério da Defesa junto com o ex-primeiro-ministro Goh Chok Tong. Eles se casaram em 17 de dezembro de 1985 e têm dois filhos, Hongyi e Haoyi. Ho é madrasta dos dois filhos de Lee de seu primeiro casamento - a filha Xiuqi e o filho Yipeng.